# Дакунто, Жозе Луис
Жозе́ Луи́с Дакунто Родри́гес (порт.-браз. José Luís Dacunto Rodrígues; 12 февраля 1947, Рио-де-Жанейро), иногда называемый Дакунто Жуниор (порт.-браз. Dacunto Júnior) — бразильский футболист, полузащитник. Сын аргентинского футболиста Хосе Луиса Дакунто.

## Карьера
Жозе Луис Дакунто начал карьеру в клубе «Крисоль». Затем играл за «Сан-Лоренсо», где выступал за молодёжные составы различных возрастов. В 1967 году он перешёл в «Уракан», где дебютировал 19 ноября в матче с «Атлетико Хувентуд» (0:0). Всего за команду футболист сыграл 8 матчей. Последний — 15 декабря 1968 года с «Велес Сарсфилд» (0:2). На следующий год Дакунто перешёл в клуб «Лос-Андес», где выступал три сезона. За этот клуб Жозе Луис сыграл 98 матчей.
В 1972 году Дакунто возвратился в Бразилию, присоединившись к «Гремио». 11 февраля он сыграл первый матч за клуб с «Ньюэллс Олд Бойз» (3:1). Потом провёл ещё одну игру и уехал в Аргентину в «Тигре». Последней командой Жозе Луиса стал португальский «Ольяненсе», за который полузащитник сыграл 26 матчей и забил один гол.